# Monumentul părinților fondatori ai Uniunii Europene

Vedere de ansamblu

Monumentul părinților fondatori ai Uniunii Europene,  amplasat pe Insula Trandafirilor din Parcul „Regele Mihai I al României”, este compus din busturile din bronz ale 12 oameni politici europeni, cu o contribuție esențială în constituirea Uniunii Europene. Concepția monumentului îi aparține arhitectului Cătălin Cazacu, director în cadrul municipalității bucureștene, și arhitectului Paul Valentin, iar execuția sculptorului Ionel Stoicescu. 
Ionel Stoicescu a câștigat concursul de soluții pentru execuția monumentului în data de data de 3 aprilie 2006, iar contractul a fost încheiat pe 26 aprilie 2006, cu următoarele termene de execuție:
- 9 mai 2006 - expunere portrete din ipsos patinat pentru consultare publică.
- 31 august 2006 - montare finală pe socluri și amplasare definitivă în ansamblul din Insula Trandafirilor.

Inaugurarea oficială a avut loc de Ziua Europei, la 9 mai 2006, cu varianta provizorie, constituită din machetele de ipsos. La inaugurare au fost prezenți Anca Daniela Boagiu, ministrul integrării europene și Adriean Videanu, primarul general al Capitalei. Președintele României, Traian Băsescu, care ar fi trebuit să participe și el la ceremonie, nu a putut fi prezent, deoarece cu o zi înainte a fost dus de urgență la Viena, pentru a fi operat acolo, nefiind mulțumit de condițiile asigurate în țară.
La eveniment au mai luat parte Regele Mihai și Regina Ana, consilierul prezidențial Theodor Stolojan, care a citit un mesaj din partea șefului statului, Traian Băsescu, absent din cauza intervenției chirurgicale la care a fost supus, vicepremierul Gheorghe Pogea, Adrian Iorgulescu, ministrul culturii și cultelor, ambasadori din țări europene, cei doi viceprimari ai Capitalei, primari de sector și consilieri municipali.

## Descriere
Ansamblul cuprinde în centru un monument rotund din marmură și granit albastru, care are în mijloc un catarg pe care este arborat steagul Uniunii Europene. De asemenea, pe granit sunt dispuse stelele galbene de pe steagul european, realizate din bronz. Pe marginea ansamblului sunt așezate în cerc 12 busturi (de fapt, doar capete) înalte de aproximativ 1,3 metri,  care îi reprezintă pe părinții fondatori ai Uniunii Europene.
Cele 12 personalități reprezentate sunt următoarele:
1. Jean Monnet (1888-1979); diplomat și om de afaceri francez, care, împreună cu ministrul de externe Robert Schuman, a inițiat planul pentru crearea Comunității Europene a Cărbunelui și Oțelului (CECO), și a fost primul președinte al Înaltei Autorități CECO.
2. Robert Schuman (1886-1963); om politic francez; premier (1947-1948) și ministru de externe (1948-1952). La 9 mai 1950 a rostit discursul (Declarația Schuman) prin care propunea înființarea CECO, zi declarată ulterior "Ziua Europei".
3. Altiero Spinelli (1907-1986); om politic italian; lider al Mișcării Federaliste Europene. A avut un rol important în crearea Comunității Europene de Apărare și a fost promotor al Proiectului de Tratat pentru crearea Uniunii Europene
4. Alcide De Gasperi (1881-1954); om politic italian; premier (1945-1953). A promovat ideea de unificare europeană prin CECO și NATO.
5. Konrad Adenauer (1876-1967); om politic german; cancelar al RFG (1949-1963). A fost inițiator al CECO, alături de Schuman și Monnet, și semnatar al Tratatului de la Elysee.
6. Walter Hallstein (1901-1982); om politic german; secretar de stat în Ministerul de externe german. A fost inițiatorul doctrinei Hallstein și primul președinte al Comisiei Comunității Economice Europene. În timpul președinției sale s-a inițiat Politica Comună Agricolă, ca pilon al politicii comunitare.
7. Paul-Henri Spaak (1899-1972); om politic belgian; de 11 ori ministru de externe. A prezidat conferința de la Messina (1955) unde s-a înființat comitetul care a redactat raportul Spaak, care a dus la semnarea Tratatelor de la Roma, de înființare a Comunității Economice Europene.
8. Jean Rey (1902-1983) om politic belgian; ministru al reconstrucției în guvernul belgian. A fost membru al Comisiei Europene (1958-1967) și i-a succedat lui Hallstein ca Președinte al Comisiei (1967-1970).
9. Johann Willem Beyen (1897-1976); om politic olandez; inițiatorul Planului Beyen. În calitate de ministru al afacerilor externe, a avut un rol decisiv în crearea Comunității Economice Europene.
10. Sicco Leendert Mansholt (1908-1995); om politic olandez; inițiatorul Planului Mansholt de restructurare a politicii agricole a Comunității Economice Europene. A fost vicepreședinte (1958-1972) și apoi președinte al Comisiei Europene (1972-1973).
11. Joseph Bech (1887-1975); om politic luxemburghez; ministru în multe guverne și premier (1953-1958). A jucat un rol decisiv în timpul conferinței de la Messina (1955), unde s-a înființat comitetul care a redactat raportul Spaak, care a dus la semnarea Tratatelor de la Roma (1957) de înființare a Comunității Economice Europene.
12. Pierre Werner (1913-2002); om politic luxemburghez; premier și ministru în multe guverne. A avut un rol decisiv în crearea uniunii economice și monetare, fiind considerat "tatăl" monedei unice Euro.

Din păcate, unul dintre cele 12 capete sculptate pe Insula Trandafirilor din Parcul Herăstrău are plăcuța de identificare inscripționată greșit, fără ca reprezentanții Primăriei Capitalei să sesizeze acest lucru. Concret, sculptorul Ionel Stoicescu l-a botezat "Alterio" pe omul politic italian Altiero Spinelli.
Aproape 6 ani mai târziu, monumentul cunoscut între timp în popor sub denumirea de "la căpățâni", a intrat într-un trist anonimat: plăcuțele de sub mini-socluri, pe care era scris ale cui sunt capetele, au dispărut. Toate. Inclusiv "Alterio" cel greșit. Erau din alamă. Probabil au fost "reciclate" de întreprinzătorii specializați în "fiare vechi".
În primăvara următoare au fost montate alte plăcuțe, ocazie cu care a fost corectat și numele lui Altiero Spinelli.

## Realizarea
Contractarea realizării monumentului s-a făcut printr-o selecție efectuată de o comisie din cadrul primăriei și din cele trei variante propuse, a fost aleasă cea a lui Iulian Stoicescu, considerată de comisie a fi cea mai expresivă, hotărând în același timp să nu acorde premiul al doilea niciuneia dintre celelalte variante. La data organizării concursului, Stoicescu lucra deja de doi ani la realizarea unei variante inițiale pentru proiect. Ceilalți doi participanți la licitație (Liviu Marcu și Daniel Alexandru) au acuzat subiectivitatea comisiei și faptul că variantele propuse de ei și axate pe un preț cât mai redus nu au fost acceptate în locul celei propuse de autor, cu un preț de opt ori mai mare.

## A doua vandalizare
La 25 februarie 2020, cele 12 busturi de bronz au fost vandalizate cu simboluri și mesaje care trimit către teoriile conspiraționiste vehiculate de grupurile de extremă dreapta. Mesaje, scrise tot cu spray-uri colorate, au fost lăsate și pe soclul de granit din centrul monumentului care, cel mai probabil, vor trebui înlocuite complet. Șansele de a identifica făptașii sunt mici, în condițiile în care în zona monumentului nu sunt instalate camere de supraveghere.

## Legături externe

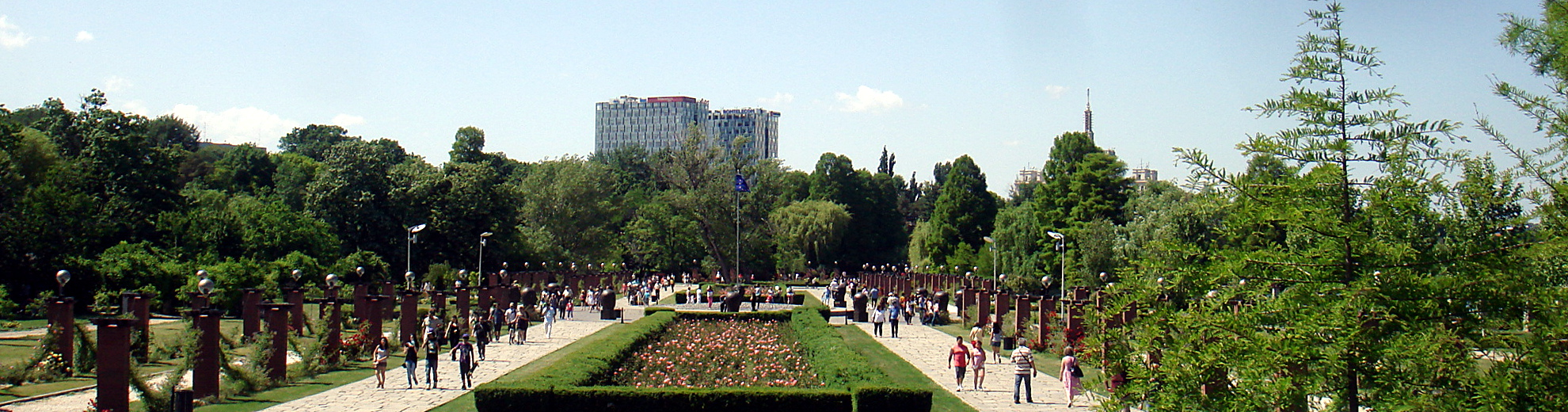
Aleea trandafirilor din parcul Herăstrău cu Monumentul părinților fondatori ai Uniunii Europene în centru

## Galerie de imagini

Jean Monnet
Robert Schuman
Altiero Spinelli
Alcide De Gasperi
Konrad Adenauer
Walter Hallstein
Paul Henri Spaak
Jean Rey
Johann Willem Beyen
Sicco Mansholt
Joseph Bech
Pierre Werner